# Міннігага (округ, Південна Дакота)
Шаблон:StateAbbr_ 43°41′ пн. ш. 96°47′ зх. д. / 43.68° пн. ш. 96.79° зх. д.
Округ  Міннігага (англ. Minnehaha County) — округ (графство) у штаті  Південна Дакота, США. Ідентифікатор округу 46099.

## Історія
Округ утворений 1862 року.

## Демографія
За даними перепису 2000 року загальне населення округу становило 148281 особи, зокрема міського населення було 125683, а сільського — 22598. Серед мешканців округу чоловіків було 73433, а жінок — 74848. В окрузі було 57996 домогосподарств, 37573 родин, які мешкали в 60237 будинках. Середній розмір родини становив 3,04.
Віковий розподіл населення поданий у таблиці:
| Стать    | До 15 років | 15-21 | 22-29 | 30-39 | 40-49 | 50-65 | 65-85 | Понад 85 |
| -------- | ----------- | ----- | ----- | ----- | ----- | ----- | ----- | -------- |
| Чоловіки | 16632       | 7985  | 9098  | 12461 | 11319 | 9255  | 6048  | 635      |
| Жінки    | 15656       | 7783  | 9020  | 11646 | 11243 | 9870  | 7986  | 1644     |

## Суміжні округи
- Муді — північ
- Пайпстоун, Міннесота — північний схід
- Рок, Міннесота — схід
- Лайон, Айова — південний схід
- Лінкольн — південь
- Тернер — південний захід
- Маккук — захід
- Лейк — північний захід

## Виноски
1. ↑  US Decennial Census. US Census Bureau. Архів оригіналу за 19 липня 2018. Процитовано 28 березня 2015.
2. ↑  Historical Census Browser. University of Virginia Library. Архів оригіналу за 11 серпня 2012. Процитовано 28 березня 2015.
3. ↑  Forstall, Richard L., ред. (27 березня 1995). Population of Counties by Decennial Census: 1900 to 1990. US Census Bureau. Архів оригіналу за 28 грудня 2008. Процитовано 28 березня 2015.
4. ↑  Census 2000 PHC-T-4. Ranking Tables for Counties: 1990 and 2000 (PDF). US Census Bureau. 2 квітня 2001. Архів оригіналу (PDF) за 18 грудня 2014. Процитовано 28 березня 2015.
5. ↑  State & County QuickFacts. Бюро перепису населення США. Архів оригіналу за 7 червня 2011. Процитовано 25 листопада 2013.(англ.) Наведено за англійською вікіпедією.
6. ↑  American FactFinder. Бюро перепису населення США. Архів оригіналу за 26 лютого 2012. Процитовано 31 січня 2008.

| США | Це незавершена стаття з географії США. Ви можете допомогти проєкту, виправивши або дописавши її. |